# Cypseloides cherriei
Cypseloides cherriei е вид птица от семейство Бързолетови (Apodidae).

## Разпространение
Видът е разпространен във Венецуела, Еквадор, Колумбия и Коста Рика.